# 潤野炭鉱
潤野炭鉱（うるのたんこう）は、福岡県嘉穂郡潤野村（後の鎮西村 / 現：飯塚市潤野）に、かつて存在した炭鉱。

## 歴史
1883年（明治16年）、帆足義方によって採掘が始まる。1886年（明治19年）、大阪市の商家「加島屋」の広岡信五郎が買収した。広岡信五郎の妻の広岡浅子は、潤野炭鉱（後の製鐵所二瀬炭鉱）の買収に一役買い、開発にも着手。単身炭鉱に乗り込み、護身用のピストルを懐に坑夫らと起き伏しを共にしたと伝えられている。広岡浅子は、その後も監督のために潤野炭鉱に赴いている。
当初は落盤事故などが相次ぎ経営は赤字であったが、鉱脈の発見や運営の改善により、1897年（明治30年）以降は出炭量を大きく伸ばし、優良な炭鉱に変貌した。加島屋は三井物産との取引で中国・上海に向けた石炭輸出事業を開始。三井物産の総帥である益田孝に宛てた広岡信五郎の妻・広岡浅子の書状が現存している（三井文庫所蔵）。
1899年（明治32年）、建設中の官営八幡製鉄所への石炭供給源として国に売却され、官営製鉄所二瀬炭鉱となる。1903年（明治36年）1月にはガス爆発事故が発生して死者64人、さらに1913年（大正2年）2月6日には同じくガス爆発で死者103人を出す事故が発生した。八幡製鉄所は1934年に日本製鐵となり、さらに1939年に鉱山部門を日鉄鉱業として独立させ、同社の二瀬鉱業所に属する炭鉱となった。1961年（昭和36年）に閉山。
潤野本鉱跡地は現在、福岡県立嘉穂高等学校・附属中学校などになっている。また、かつて中央坑があった場所はイオン穂波ショッピングセンターの東側に位置する。